# NUR-12M
NUR-12M (BACKBONE) – trójwspółrzędny radar dalekiego zasięgu przeznaczony do kontroli obszaru powietrznego, opracowany przez Przemysłowy Instytut Telekomunikacji (PIT) (obecnie PIT-Radwar S.A.). Antena radaru umieszczona jest w kopule o wysokości 30 m.

## Historia
Pracę nad radarem rozpoczęto w 1998 roku. Bazą była stacja NUR-12, którą poddano głębokiej modernizacji. W latach 2004–2006, zbudowano trzy egzemplarze. Próby państwowe zakończono w 2006 roku. Radary zamontowano na posterunkach w 2007 roku.

## Użytkownicy[3]
Stacja jest wykorzystywana w polskich Siłach Powietrznych w 3. Brygadzie Radiotechnicznej:
- 3 Sandomierski Batalion Radiotechniczny w Sandomierzu
  - 360 posterunek radiolokacyjny dalekiego zasięgu, Brzoskwinia
- 8 Szczycieński Batalion Radiotechniczny w Lipowcu
  - 144 posterunek radiolokacyjny dalekiego zasięgu, Roskosz
- 31 Dolnośląski Batalion Radiotechniczny we Wrocławiu
  - 170 posterunek radiolokacyjny dalekiego zasięgu, Wronowice